# Gaetano Mansi
Gaetano Mansi (Ravello, 1956) è un fotografo italiano.

## Biografia
Si interessa di fotografia fin da giovanissimo. Inizia a lavorare a Salerno come assistente nello studio Segno di Pino Grimaldi. Negli anni 70 si dedica principalmente al reportage, è coautore del libro Missus est angelus,  libro fotografico su Giovanni Paolo II. Pubblica su Il Tempo Illustrato fotografie sul teatro d'avanguardia con testi di Rino Mele. Nel 1978 partecipa alla mostra "Autodocumentazione". Si laurea in Lettere e Filosofia, indirizzo di Storia dell'Arte, con una tesi sulla storia della fotografia di moda. Frequenta e collabora ai corsi della manifestazione Venezia 79 la fotografia, patrocinata dall'Unesco.
Nel 1980 lavora alla documentazione sul terremoto in Irpinia del 23 novembre 1980, pubblicando reportages dall'elicottero e sui luoghi del disastro sul settimanale Epoca di Mondadori e su molti periodici internazionali. Partecipa alla ricognizione delle opere d'arte campane promossa dal dipartimento di restauro dell'Università di Napoli. Il materiale è raccolto nel libro Oltre il terremoto. Dal 1981 inizia a collaborare, grazie all'intervento amichevole del suo mentore Aldo Ballo, con la rivista Casa Vogue. Il suo lavoro a Casa Vogue durerà per più di un decennio. Lavora anche per House & Garden della Condé Nast britannica. Pubblica con Alessandro Pinto i libri Cilento e La Costa dei Miti. Comincia a interessarsi alla fotografia di moda e collabora a Vogue Italia.
Negli anni 90 affianca alla collaborazione con le riviste delle edizioni Condé Nast il lavoro per il Venerdì di Repubblica con ritratti e reportages. Per il Venerdì realizza, tra gli altri, un servizio alle Bahamas con Eva Herzigová. Durante un reportage a Gerusalemme, sempre per il Venerdì, viene ferito da un attentatore ed è uno dei pochissimi occidentali sopravvissuti all'intifada dei coltelli. Realizza le foto per il lancio del programma televisivo Samarcanda di Michele Santoro. Lavora alla realizzazione di campagne pubblicitarie di moda in location, dall'Africa all'America del Nord. Scatta con Linda Evangelista, Monica Potter, Melba Ruffo, Michelle Hunziker ed altre top models ed attrici. Pubblica con altri autori il volume La fotografia di moda fra arte e rappresentazione.
Dopo il 2000 lavora quasi esclusivamente nella la fotografia di moda. Continua a scattare in Italia e all’estero per campagne pubblicitarie e riviste di moda. Collabora al volume Corso di fotografia, pubblica i volumi 40 Volte Bianca, PassingThrough, CentoAsa, Grana & Pixels. Nel 2017 si svolge a Roma "Grana & Pixels" una mostra retrospettiva sulla sua opera nella moda. La mostra occupa 300 posters sparsi in tutta la città ed è collegata ad un'applicazione di geolocalizzazione degli impianti. Dal 2018 è collaboratore fisso per la moda della rivista Diva&Donna per la direzione moda di Daniela Rosa Cattaneo.
L'attraversamento nel corso degli anni di diversi generi fotografici, ha determinato lo stile di Mansi, che predilige scattare in location, e utilizza spesso un'illuminazione mista, ambiente e artificiale. Le sue foto di moda sono quasi sempre in movimento e mai in posa, mentre i suoi scatti di reportage tradiscono una grande attenzione per l'illuminazione e la composizione.

## Opere
- Missus est Angelus, Il Laboratorio Edizioni, 1978.
- Cilento, Comunità Montana Gelbison e Cervati, 1981.
- Oltre il Terremoto, Assessorato Pubblica Istruzione e Beni Culturali, 1982.
- La Costa dei Miti, Comunità Montana Lambro Mingardo, 1983.
- Styles of living, the best of Casa Vogue, Rizzoli, New York, 1985.
- La fotografia di moda tra immagine e rappresentazione, EleaPress, 1992.
- Corso Di Fotografia, National Geographic/Editoriale La Repubblica, 2000.
- 40 Volte Bianca, Marte Editrice, 2008.
- Passing Through, Marte Editrice, 2013.
- CentoAsa, Marte Editrice, 2017.
- Grana & Pixels, Marte Editrice, 2017.
- 40 Volte Bianca, Caratteri-Made In Italy, 2021.
- Faces and Souls, Caratteri, 2022.
- 54x70, Caratteri, 2022.
- Volti e Anime, Marte Editrice, 2022.
- Zoe Factory, la fabbrica della bellezza, Caratteri, 2024.
- Melluso, settanta anni di immagini iconiche, Marte Editrice, 2024.

## Pubblicazioni
- Casa Vogue
  - 1982 : novembre
  - 1983 : ottobre, novembre
  - 1984 : luglio-agosto, novembre
  - 1986 : agosto, novembre
  - 1987 : maggio
  - 1988 : gennaio
  - 1990 : novembre
  - 1991 : maggio

- Vogue Italia
  - 1986 : dicembre
  - 1987 : dicembre
  - 1988 : settembre, dicembre
  - 1989 : gennaio, marzo, settembre, dicembre
  - 1990 : marzo
  - 1991 : maggio

- Vogue Gioiello
  - 1984 : novembre

- Vogue America
  - 1985 : aprile

- House&Garden 
  - 1985 : maggio
  - 1986 : gennaio

- Casa Vogue Antiques 
  - 1989 : maggio
  - 1991 : gennaio

- Vogue Uomo Mare 
  - 1991 : gennaio

- L’Uomo Vogue 
  - 1993 : luglio

- Il Venerdì 
  - 1992 : N.232,
  - 1996 : N.422, 426, 457
  - 1998 : N.622

- Mondo Sposa 
  - 1994 : settembre
  - 1995 : settembre

- First Class Japan 
  - 1994 : marzo

- Linea Intima  
  - 1995 : aprile

- Linea Sposi 
  - 1996 : gennaio

- Sposarsi  
  - 1996 : gennaio

- Where Miami 
  - 2000 : marzo

- Zoom 
  - 2002 : gennaio

- Stilish Magazine Russia 
  - 2005 : aprile

- FHM Spagna 
  - 2006 : aprile

- Vintage Kazakistan 
  - 2014 : N.71
  - 2014 : N.77

- Fotografare 
  - 2016 : settembre

## Mostre
- Autodocumentazione, Sant’Apollonia, Salerno, 1978[26]
- Silent print, Well Gallery, London College of Communication, Londra, 2015
- Grana & Pixels, mostra diffusa, Roma, 2017[24]
- 54x70, Teatro Antonio Ghirelli, Salerno, 2022
- Volti e Anime, Casa dei Carraresi, Treviso, 2022[27]